# Gianfranco Bianco
Gianfranco Bianco (Borgo San Dalmazzo, 4 marzo 1952 – Busca, 28 giugno 2016) è stato un giornalista e conduttore televisivo italiano.

## Biografia
Nato a Borgo San Dalmazzo in provincia di Cuneo, comincia la sua carriera giornalistica nel quotidiano della diocesi di Fossano La Fedeltà grazie a suo zio don Giorgio Martina, che era il direttore. Negli anni ottanta fu direttore del periodico saluzzese Eco del Monviso. In seguito cominciò la sua carriera in modo professionale approdando al quotidiano torinese Gazzetta del Popolo dove rimase fino al fallimento, quindi cominciò la carriera nella Rai regionale nel 1982, prima in Giornale Radio Rai e poi nella redazione piemontese della TGR.
È morto all'Hospice di Busca (CN) il 28 giugno 2016 all'età di 64 anni, dopo tre anni di battaglia contro un carcinoma del polmone che aveva scoperto dopo un viaggio in Argentina dove stava avviando una corrispondenza Rai da Buenos Aires in occasione del conclave per l'elezione di papa Francesco. All'Argentina e all'immigrazione italiana e piemontese nel paese Bianco dedicò parecchi viaggi e servizi giornalistici; un altro campo di interesse che lo accompagnò nel tempo fu quello per gli Alpini, il che lo spinse a passare circa tre mesi al seguito degli alpini inquadrati tra i Caschi blu italiani in Mozambico. Nel 2014 si era ritirato dopo aver fatto la diretta del Concerto di Ferragosto a Elva (CN) che aveva contribuito a creare e il 30 giugno 2015 era andato in pensione a causa della malattia.

## Filmografia
- La pampa gringa –  documentario (2017)[7]

## Riconoscimenti
- Premio “Giornalista dell’anno”, anno 2012[8]

- Premio "Monte Rosa", anno 2014[9]

- Nel corso della Festa del Piemonte 2017 è stato dedicato un concerto alla memoria del giornalista scomparso.[10]

- Nel 2018 viene intitolato a suo nome il premio giornalistico e letterario "Gianfranco Bianco" promosso dalla associazione culturale "Nomen Cultura".[11]